# العلاقات الكاميرونية التنزانية
العلاقات الكاميرونية التنزانية هي العلاقات الثنائية التي تجمع بين الكاميرون وتنزانيا.

## مقارنة بين البلدين
هذه مقارنة عامة ومرجعية للدولتين:
| وجه المقارنة                                              | الكاميرون                      | تنزانيا                        |
| --------------------------------------------------------- | ------------------------------ | ------------------------------ |
| المساحة (كم2)                                             | 475.44 ألف                     | 947.30 ألف                     |
| عدد السكان (نسمة)                                         | 24.05 مليون                    | 57.31 مليون                    |
| الكثافة السكانية (ن./كم²)                                 | 50.58                          | 60.5                           |
| العاصمة                                                   | ياوندي                         | دودوما                         |
| اللغة الرسمية                                             | لغة فرنسية، لغة إنجليزية       | اللغة السواحلية، لغة إنجليزية  |
| العملة                                                    | فرنك وسط أفريقي                | شيلينغ تانزاني                 |
| الناتج المحلي الإجمالي (بليون دولار)                      | 34.80 مليار                    | 52.09 مليار                    |
| الناتج المحلي الإجمالي (تعادل القوة الشرائية) بليون دولار | 72.72 مليار                    | 138.73 مليار                   |
| الناتج المحلي الإجمالي الاسمي للفرد دولار أمريكي          | 1.22 ألف                       | 878                            |
| الناتج المحلي الإجمالي للفرد دولار أمريكي                 | 2.97 ألف                       | 2.54 ألف                       |
| مؤشر التنمية البشرية                                      | 0.512                          | 0.521                          |
| رمز المكالمات الدولي                                      | +237                           | +255                           |
| رمز الإنترنت                                              | .cm                            | .tz                            |
| المنطقة الزمنية                                           | توقيت غرب أفريقيا، ت ع م+01:00 | ت ع م+03:00، توقيت شرق أفريقيا |

## منظمات دولية مشتركة
يشترك البلدان في عضوية مجموعة من المنظمات الدولية، منها:
| علم المنظمة | اسم المنظمة                                                | تاريخ انضمام الكاميرون | تاريخ انضمام تنزانيا |
| ----------- | ---------------------------------------------------------- | ---------------------- | -------------------- |
|             | وكالة ضمان الاستثمار متعدد الأطراف                         | 7 أكتوبر 1988          | 19 يونيو 1992        |
|             | الأمم المتحدة                                              | 20 سبتمبر 1960         | 14 ديسمبر 1961       |
|             | العملية المشتركة للاتحاد الأفريقي والأمم المتحدة في دارفور | ?                      | ?                    |
|             | دول الكومنولث                                              | ?                      | 9 ديسمبر 1961        |
|             | منظمة حظر الأسلحة الكيميائية                               | ?                      | ?                    |
|             | منظمة التجارة العالمية                                     | ?                      | 1995                 |
|             | منظمة الشرطة الجنائية الدولية                              | ?                      | ?                    |
|             | الاتحاد الأفريقي                                           | ?                      | 16 يناير 1964        |
|             | البنك الإفريقي للتنمية                                     | ?                      | ?                    |
|             | مؤسسة التنمية الدولية                                      | 10 أبريل 1964          | 6 نوفمبر 1962        |
|             | يونسكو                                                     | 11 نوفمبر 1960         | 6 مارس 1962          |
|             | مجموعة دول أفريقيا والكاريبي والمحيط الهادئ                | ?                      | ?                    |
|             | الاتحاد البريدي العالمي                                    | ?                      | ?                    |
|             | البنك الدولي للإنشاء والتعمير                              | 10 يوليو 1963          | 10 سبتمبر 1962       |
|             | الاتحاد الدولي للاتصالات                                   | 22 ديسمبر 1960         | 31 أكتوبر 1962       |
|             | مؤسسة التمويل الدولية                                      | 1 أكتوبر 1974          | 10 سبتمبر 1962       |
|             | المركز الدولي لتسوية المنازعات الاستشارية                  | 2 فبراير 1967          | 17 يونيو 1992        |

## وصلات خارجية
- موقع وزارة الخارجية الكاميرونية
- موقع وزارة الخارجية التنزانية